# Жеймена
Жеймена (лит. Žeimena, пол. Żejmiana, рос. Жемянка) — річка в Литві, у Швянченіському районі Вільнюського повіту на Аукшийтах. Права притока Нярісу (Вілія) (басейн Балтійського моря).

## Опис
Довжина річки 114 км, площа басейну водозбору — 2792,7 км².

## Історія
Відповідно Географічному словнику Королівства Польського довжина річки становила 134 км, ширина — до 21 м, глибина — до 8 м. У верхній частині річки береги сухі, а у нижній заболочені. Загалом береги річки лісисті. Після містечка Кальтінена річка стає сплавно, по якій сплавляють ліс до річки Вілії.

## Розташування
Бере початок з озера Жаймена. Тече переважно на південний захід через містечко Кальтінена і біля Сантака впадає у річку Няріс, праву притоку Німану.
Притоки: Тодинялка, Першоюшна, Гульбіка, Мікштринка, Дубінка, Юсіна (праві); Сора, Мера (ліві).
Населені пункти вздовж берегової смуги: Лукна, Платумя, Швенчонеляй, Сарніс, Балтадваріс, Пабраді.